# Giorgio Minisini
Giorgio Minisini (Róma, 1996. március 9. –) világbajnok olasz szinkronúszó.

## Élete
2015 júliusában – 19 évesen – Kazanyban az úszó-világbajnokságon – amikor a Nemzetközi Úszószövetség (FINA) a vegyes párost is beemelte a versenyszámok közé – bronzérmes lett, mind a vegyes rövid program fináléjában, mind pedig a vegyes szabad program döntőjében, előbbiben Manila Flaminivel, utóbbiban Mariangela Perrupatóval.
A 2017-es budapesti vb vegyes páros számának technikai programjában (Manila Flaminivel) aranyérmes lett, míg a vegyes párosok szabad gyakorlatának döntőjét – az oroszok mögött, Mariangela Perrupatóval – másodikként zárta.
Egy évvel később Glasgow-ban, a 2018-as úszó-Európa-bajnokságon – a rövid programot követően – a dobogó második fokára állhatott fel partnernőjével, Flaminivel.